# Джалісе
Джалісе (перс. جليسه) — село в Ірані, у дегестані Пір-Кух, у бахші Дейламан, шагрестані Сіяхкаль остану Ґілян. За даними перепису 2006 року, його населення становило 659 осіб, що проживали у складі 171 сім'ї.

## Клімат
Середня річна температура становить 8,94 °C, середня максимальна – 24,20 °C, а середня мінімальна – -8,37 °C. Середня річна кількість опадів – 352 мм.
| Клімат поселення                              | Клімат поселення | Клімат поселення | Клімат поселення | Клімат поселення | Клімат поселення | Клімат поселення | Клімат поселення | Клімат поселення | Клімат поселення | Клімат поселення | Клімат поселення | Клімат поселення | Клімат поселення |
| Показник                                      | Січ.             | Лют.             | Бер.             | Квіт.            | Трав.            | Черв.            | Лип.             | Серп.            | Вер.             | Жовт.            | Лист.            | Груд.            |                  |
| Середній максимум, °C                         | 2,80             | 3,76             | 6,20             | 12,79            | 18,16            | 22,51            | 24,20            | 24,13            | 20,44            | 16,93            | 10,82            | 4,84             |                  |
| Середня температура, °C                       | −2,79            | −1,82            | 0,62             | 7,20             | 12,60            | 16,93            | 19,72            | 19,63            | 15,96            | 12,45            | 6,34             | 0,37             |                  |
| Середній мінімум, °C                          | −8,37            | −7,4             | −4,98            | 1,62             | 7,00             | 11,33            | 15,24            | 15,17            | 11,50            | 7,99             | 1,88             | −4,11            |                  |
| Норма опадів, мм                              | 33               | 36               | 59               | 46               | 38               | 12               | 10               | 8                | 10               | 27               | 34               | 39               |                  |
| Середньомісячна швидкість вітру, м/с          | 1.99             | 2.47             | 2.62             | 3.10             | 2.50             | 2.19             | 2.08             | 1.91             | 1.83             | 2.07             | 2.18             | 1.89             |                  |
| Середньомісячна сонячна радіація, кДж/м²·день | 7832             | 10291            | 12767            | 16909            | 20836            | 23865            | 23752            | 20976            | 17847            | 12924            | 9494             | 7466             |                  |
| --------------------------------------------- | ---------------- | ---------------- | ---------------- | ---------------- | ---------------- | ---------------- | ---------------- | ---------------- | ---------------- | ---------------- | ---------------- | ---------------- | ---------------- |
| Джерело:                                      |                  |                  |                  |                  |                  |                  |                  |                  |                  |                  |                  |                  |                  |